# Сан Кристофоро Басо (Перуђа)
Сан Кристофоро Басо је насеље у Италији у округу Перуђа, региону Умбрија.
Према процени из 2011. у насељу је живело 28 становника. Насеље се налази на надморској висини од 416 м.